# 游似
游似（？—1252年），或作游佀，字景仁，號克齋、果山，果州南充縣（今四川省南充市）人，南宋官員。

## 生平
游仲鸿之子。少好学，師從刘光祖、魏了翁。嘉定十四年（1221年）进士，官大理寺司直、大理寺丞、太常寺丞兼权兵部员外郎、秘书丞兼权考功郎中、夔州路转运判官、权礼部侍郎兼侍讲，迁直秘阁、提点潼川刑狱兼常平提举。累官吏部尚书。侍经帷幄，奏请宋理宗“亲儒从谏，敬畏检身，节用致爱，选廉共理”。宋理宗问贞观治效何速如此，游似答：“人主一念之烈，足以旋乾转坤。或谓霸图速而王道迟，不知一日归仁，期月已可，王道曷尝不速”。嘉熙三年（1239年）拜端明殿学士、同签书枢密院事，封南充县伯，八月拜参知政事，嘉熙四年（1240年）知枢密院事兼参知政事，淳祐五年（1245年）拜右丞相兼枢密使，上疏乞求归乡，宋理宗不许。淳祐七年（1247年），游似罢相，授观文殿大学士、醴泉观使兼侍读，自南充县伯进爵南充国公。淳祐十一年（1251年）转两官致仕。淳祐十二年（1252年）卒，赠少师，谥号清献。
杨慎评为南宋“蜀中四贤相”之一。为人端重鲠介，有父风，“其温如春，其重如山，其虚如谷，其静如渊”，“其论谏古之人道直，其文章天下之至言”。游似之学得其父家训之嫡传，承其师刘光祖之传授，又接受魏了翁的思想。《宋史·文靖传》说：“游似、吴泳、牟子才皆蜀名士，造门受业。”

## 延伸阅读
[在维基数据编辑]
 《宋史/卷417》，出自脱脱《宋史》